# Lagoa Nova
Lagoa Nova é um município brasileiro do estado do Rio Grande do Norte. Sua população no censo de 2022 era de 15 573 habitantes, com uma densidade demográfica de 88,33 hab/km².

## Geografia
O território municipal, com 176,302 km² de área, equivale a 0,3338% da superfície estadual e se limita a norte com Bodó e Santana do Matos, a sul com Currais Novos, a leste com Cerro Corá e a oeste com São Vicente. Da área total, 5,2638 km² constituem áreas urbanas. A cidade está a 201 km da capital estadual, Natal. Lagoa Nova pertence à região geográfica imediata de Currais Novos, que faz parte da região intermediária de Caicó, conforme nova divisão territorial em regiões geográficas vigente desde 2017. De 1989 até 2017, quando vigoravam as mesorregiões e microrregiões, fazia parte da microrregião da Serra de Santana, dentro da mesorregião Central Potiguar.
Lagoa Nova se situa no platô da Serra de Santana, um contraforte do Planalto da Borborema no Rio Grande do Norte, com altitudes entre 400 e 800 metros, onde são encontradas rochas da formação Serra do Martins, formadas há cerca de trinta milhões de anos. Esta formação encontra-se assentada sob o embasamento cristalino, mais antiga e oriunda do período Pré-Cambriano. Quanto aos solos, predomina o latossolo do tipo vermelho-amarelo, relativamente profundo e típico das áreas de platô, de relevo mais plano e pouco declive. Nas encostas da serra de Santana, onde o relevo se mostra bastante ondulado, estão os solos litólicos ou litossolos, que são mais férteis se comparados aos latossolos, porém rasos e pedregosos.
Sendo pouco desenvolvidos, apresentam cobertura vegetal de espécies do bioma caatinga, que perdem suas folhas na estação seca, embora a maior parte da vegetação original tenha sido desmatada para dar lugar à agropecuária. A hidrografia local é marcada por cursos d'água intermitentes, isto é, fluem somente na estação das chuvas, sendo os principais os riachos dos Macacos, Olho d’ Água e Grota da Fervedeira. Todo o território municipal está inserido nos domínios da bacia hidrográfica do rio Piranhas-Açu.
Embora apresente clima semiárido, Lagoa Nova apresenta temperaturas mais amenas em relação às suas áreas de entorno, dada a sua localização em topo de serra. Desde 1962, quando teve o início o monitoramento pluviométrico de Lagoa Nova, o maior acumulado em 24 horas chegou a 158,1 mm em 8 de julho de 1989, fora do período chuvoso, que ocorre entre fevereiro e maio. A partir de novembro de 2019, a menor temperatura registrada pela estação meteorológica automática da EMPARN na cidade foi de 15,4 °C em 27 de agosto de 2022, enquanto a maior ocorreu em 31 de outubro de 2023, com 33,9 °C de máxima.
| Dados climatológicos para Lagoa Nova                                                            | Dados climatológicos para Lagoa Nova | Dados climatológicos para Lagoa Nova | Dados climatológicos para Lagoa Nova | Dados climatológicos para Lagoa Nova | Dados climatológicos para Lagoa Nova | Dados climatológicos para Lagoa Nova | Dados climatológicos para Lagoa Nova | Dados climatológicos para Lagoa Nova | Dados climatológicos para Lagoa Nova | Dados climatológicos para Lagoa Nova | Dados climatológicos para Lagoa Nova | Dados climatológicos para Lagoa Nova | Dados climatológicos para Lagoa Nova |
| Mês                                                                                             | Jan                                  | Fev                                  | Mar                                  | Abr                                  | Mai                                  | Jun                                  | Jul                                  | Ago                                  | Set                                  | Out                                  | Nov                                  | Dez                                  | Ano                                  |
| ----------------------------------------------------------------------------------------------- | ------------------------------------ | ------------------------------------ | ------------------------------------ | ------------------------------------ | ------------------------------------ | ------------------------------------ | ------------------------------------ | ------------------------------------ | ------------------------------------ | ------------------------------------ | ------------------------------------ | ------------------------------------ | ------------------------------------ |
| Temperatura máxima recorde (°C)                                                                 | 33,5                                 | 33,3                                 | 33,1                                 | 31,7                                 | 30,8                                 | 32,6                                 | 31,6                                 | 31                                   | 32,3                                 | 33,9                                 | 33,1                                 | 33,7                                 | 33,9                                 |
| Temperatura mínima recorde (°C)                                                                 | 18,1                                 | 18,7                                 | 19,2                                 | 19,4                                 | 17,8                                 | 16,9                                 | 15,9                                 | 15,4                                 | 16,3                                 | 17,4                                 | 18,5                                 | 18,7                                 | 15,4                                 |
| Precipitação (mm)                                                                               | 38,9                                 | 73,3                                 | 119,5                                | 136,6                                | 73,3                                 | 41,3                                 | 38,9                                 | 11,4                                 | 3,2                                  | 6,1                                  | 3                                    | 13,3                                 | 558,8                                |
| Fonte: EMPARN (médias de precipitação: 1962-2020; recordes de temperatura: 26/11/2019-presente) |                                      |                                      |                                      |                                      |                                      |                                      |                                      |                                      |                                      |                                      |                                      |                                      |                                      |